# Souimanga murin
Cyanomitra veroxii
Espèce
Statut de conservation UICN

 LC  : Préoccupation mineure
Le Souimanga murin (Cyanomitra veroxii, autrefois Nectarinia veroxii) est une espèce d’oiseaux de la famille des Nectariniidae.

## Répartition
Cet oiseau vit près de côtes de l'est de l'Afrique, de la Somalie jusqu'en Afrique du Sud.

## Habitat
Cet oiseau fréquente des zones sèches et de mangrove.

## Alimentation
Il se nourrit notamment du nectar des aloès.

### Sous le nomCyanomitra veroxii
- (fr) Oiseaux.net : Cyanomitra veroxii (+ répartition)
- (en) Congrès ornithologique international : Cyanomitra veroxii dans l'ordre Passeriformes (consulté le 26 avril 2012)
- (en) Zoonomen Nomenclature Resource (Alan P. Peterson) : Cyanomitra veroxii  dans Nectariniidae (consulté le 26 avril 2012)
- (fr + en)  Avibase : Cyanomitra veroxii (+ répartition) (consulté le 26 avril 2012)
- (en) Animal Diversity Web : Cyanomitra veroxii (consulté le 26 avril 2012)

### Sous le nomNectarinia veroxii
- (en) UICN : espèce Nectarinia veroxii  (Smith, 1831) (consulté le 14 juin 2015)